# Eberdorf (Gemeinde Althofen)
Eberdorf ist eine Rotte im Norden der Gemeinde Althofen im Bezirk Sankt Veit an der Glan im Bundesland Kärnten (Österreich). Die Ortschaft hat 27 Einwohner (Stand 1. Jänner 2024). 

## Namenkundliches
Der Name Eberdorf, 1443 als Oberdorff erstmals urkundlich belegt, bedeutet das obere Dorf.

## Geschichte

### Altertum
Römerzeitliche Besiedelung belegt ein 1888 gefundenes Grab des römischen Duumviren Tiberius Claudius Rufinus aus der zweiten Hälfte des ersten Jahrhunderts n. Chr.
In der Funktion als Duumvir war Rufinus einst einer der beiden obersten Beamten von Virunum.

### Neuzeit
Seit dem Beginn des 19. Jahrhunderts wurde mit Unterbrechungen bis zur Schließung 1970 eine Ziegelei in Eberdorf betrieben, wovon heute noch der weithin sichtbare, 1902 errichtete Kamin im Ortszentrum zeugt.
1873 wurde der Ort der Gemeinde Althofen angegliedert.

## Bevölkerungsentwicklung
Der Franziszeische Kataster überliefert die Anzahl der Häuser für Eberdorf von 1829. Seit der Volkszählung von 1869 liegen für Eberdorf Einwohnerzahlen in Abständen von typischerweise zehn Jahren vor.
| Jahr | Einwohnerzahl | Häuser |
| ---- | ------------- | ------ |
| 1829 |               | 6      |
| 1869 | 31            | 5      |
| 1880 | 27            |        |
| 1890 | 32            |        |
| 1900 | 26            | 6      |
| 1910 | 53            | 8      |
| 1923 | 71            | 7      |
| 1951 | 88            | 12     |
| 1961 | 81            | 13     |
| 1971 | 62            | 9      |
| 1981 | 35            | 11     |
| 1991 | 26            | 12     |
| 2001 | 34            | 11     |
| 2011 | 35            | 10     |
| 2021 | 26            | 8      |